# Dervenochori
Dervenochori  este un oraș în Grecia în prefectura Boeotia.